# Cyphon padi
Cyphon padi  (лат.) — вид трясинников из подсемейства Scirtinae. Распространён в Европе, Азии (включая Японию — Хоккайдо, и Курильские острова) и Северной Америке. Обитают возле болот.